# سفینه فرماندهی و خدمات آپولو

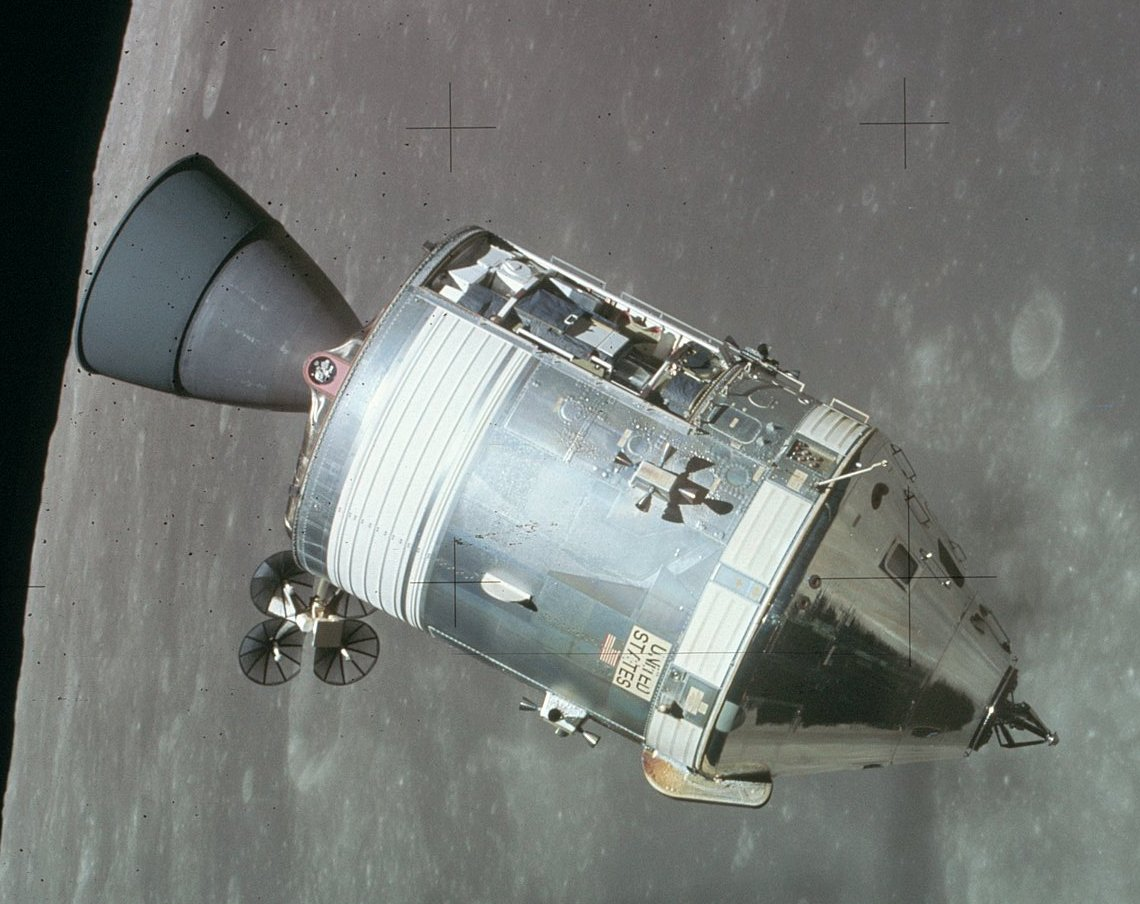
سفینه فرماندهی/خدمات آپولو

فضاپیمای آپولو ۱۱ که بر سطح کره ماه فرود آمد برای مرحله فرود از دو سفینه یا گردونه (Module) استفاده نمود یکی سفینه فرود و دیگری سفینه فرماندهی/خدمات (CSM). این دو سفینه را با هم فضاپیمای آپولو می‌نامند.
سفینه فرماندهی/خدمات فضاپیمایی بود که توسط نورث امریکن اوییشن برای اجرای برنامه‌های آپولوی ناسا ساخته شده بود.
پس از پایان برنامه آپولو از این گردونه برای ترابری‌های برنامه آزمایشگاه فضایی (اسکای‌لب) و پروژه آزمایشی آپولو-سایوز استفاده شد که در آن پروژه سفینه فرماندهی/خدمات با یک فضاپیمای سایوز شوروی در مدار قرار تماس گذاشته و به آن پیوست.
ماژول فرماندهی و خدمات (CSM) توسط شرکت نورث امریکن اوییشن برای ناسا از آبان ۱۳۴۰ توسعه یافت و ساخته شد. در ابتدا برای مأموریت صعود مستقیم طراحی شده بود که در آن فضاپیما با استفاده از یک مرحله فرود، مستقیم بر سطح ماه فرود می‌آمد و سه فضانورد را بدون استفاده از ماژول قمری جداگانه به زمین بازمی‌گرداند. این نسخه اولیه قابلیت اتصال به فضاپیماهای دیگر را نداشت. تغییر نیازهای مأموریت منجر به ساخت دو نسخه شد:
بلوک یک برای مأموریت‌های بدون سرنشین و یک پرواز آزمایشی سرنشین‌دار در مدار زمین (آپولو ۱) و بلوک دو برای استفاده همراه با ماژول قمری که مجهز به سامانه اتصال و بهبودهای ایمنی بود.
در بهمن ۱۳۴۵، مأموریت آپولو ۱ در پی آتش‌سوزی در کابین در جریان آزمایش پیش‌راه‌اندازی لغو شد. این حادثه باعث مرگ سه فضانورد شد و منجر به اصلاحات گسترده در طراحی و ایمنی گردید. نسخه بلوک دو با این اصلاحات در تمام پروازهای سرنشین‌دار آپولو به‌کار رفت.